# Дагласвил (Џорџија)
Дагласвил (енгл. Douglasville) град је у америчкој савезној држави Џорџија. По попису становништва из 2010. у њему је живело 30.961 становника.

## Демографија
Према попису становништва из 2010. у граду је живело 30.961 становника, што је 10.896 (54,3%) становника више него 2000. године.
| Група             | 2000.          | 2010.          |
| Белци             | 12.425 (61,9%) | 10.331 (33,4%) |
| Афроамериканци    | 6.077 (30,3%)  | 17.297 (55,9%) |
| Азијати           | 347 (1,7%)     | 559 (1,8%)     |
| Хиспаноамериканци | 800 (4,0%)     | 2.243 (7,2%)   |
| Укупно            | 20.065         | 30.961         |